# Восьмий день
Восьмий День — український поп-рок гурт, заснований 26 березня 2009 року у місті Київ. В даний момент гурт складається із вокаліста і гітариста Олександра Вітра, гітариста Віталія Донця, барабанщика Дениса Балихіна.
На рахунку гурту вже більше 11 синглів та участь у великій кількості українських фестивалів.

## Історія

### Заснування гурту (2009)
Засновниками гурту стали двоє друзів-музикантів Олександр Вітер та Віталій Донець. На початку 2009 року хлопці грали у молодому гурті, що не мав ще назви. Розуміючи, що в творчому плані в цьому гурті не зможуть знайти підтримки, вони вирішують створити свій власний колектив.
Вибір став між двома назвами – Вісім Днів та Восьмий День.
26 березня 2009 року офіційно був заснований гурт Восьмий День.

### Становлення гурту (2009-2013)
У квітні 2009 року до гурту приєднується товариш Вітра і Донця - басист Віктор Молчанов, який виконує роль сесійного музиканта. 
Того ж місяця хлопці за оголошенням у мережі знаходять барабанщика Михайла Біласа. Одразу приступають до створення своїх перших пісень.
Влітку 2009 року до гурту приєднується клавішниця Аліна Голубченко. 
26 вересня 2009 року, гурт Восьмий День дає свій перший концерт у місті Харків. Майже одразу після виступу на заміну Аліні Голубченко приходить Катерина Вєскова. Але за декілька місяців вона також йде з гурту і хлопці вирішують не шукати заміну, а використовувати плейбек.
28 січня 2010 року виступ на благодійному фестивалі «Крила Надії» став повноцінною гучною презентацією гурту.
У 2010 басист Віктор Молчанов йде з гурту, надаючи перевагу більш тяжкій музиці.  На його місце приходить Олександр Кондратеко  і у гурті починається новий творчий етап. 
Протягом 2010 року гурт бере участь у декількох фестивалях та концертах до днів міста. Одні з яскравих спогадів цього року стали виступ на одній сцені з гуртом «Океан Ельзи» у м. Сміла та перемога на фестивалі «Слов’янський рок» у номінації «Поп, Панк, Арт».
2011 рік – знаковий у біографії гурту. Хлопці активно дають концерти у містах України, випускають сингл «Розкажи» та мініальбом «Восьмий День». За два роки їм вдалося завоювати деяку аудиторію.
У 2012 році з гурту у пошуках власного музичного шляху йде барабанщик Михайло Білас. Не гаючи часу хлопці знаходять йому заміну. Новим постійним барабанщиком гурту стає Дмитро Степанов (Jim). З появою Джима звучання гурту трансформується, гурт приходить до свого фірмового звучання. Протягом 2012 року Восьмий День випускає сингли «Тік-Так», «Злий босс», «Кохання наркотик». Того ж року записується трек «Давай-давай» -  гімн єдиної в Україні ралійної команди «SixtUkraine».
2013 року Восьмий День знову змінює свій склад  - на початку літа на заміну басисту Олександру Кондратенку до гурту повертається Віктор Молчанов. Але це не стає перешкодою активній роботі гурту. Колектив виступає на церемонії нагородження 2-го Національного Конкурсу ділових та соціальних «зелених» проєктів Green Awards Ukraine ., протягом року бере участь у різних фестивалях (RockDay, Kiev Beer Fest, Фестиваль фарб холлі, тощо), дає невеликі концерти містами України, починаються зйомки першого кліпу на пісню «Буду тебе тримати».

### Період (2014-2015)
На початку 2014-го року Восьмий День активно працює над матеріалом для  сольної програми «Буду тебе тримати» та презентації однойменного кліпу.
Створити свій перший професійний відеокліп музикантам допомогла телеведуча програм «Кумири та кумирчики», «Нехай вам буде кольорово» та «Star-шоу» на Першому національному, кліпмейкер і редактор Ніка Синічкіна, яка виступила в ролі режисера музичної міністрічки.
4 квітня 2014 року у Києві відбувається презентація відео-роботи та концертної програми «Буду тебе тримати», з якої і починається перший тур містами України, що продовжився до січня 2015 року.
Рік наповнений не тільки сольними концертами, а і фестивалями (Схід-рок, Kiev Beer Fest 2014, Music Avia Bike Ukraine, Рок Булава, Old Car Fest, Гогольfest, тощо)
Влітку цього ж року колектив презентує свій другий кліп на пісню «Кохання наркотик». Робота стала саундтреком до короткометражного фільму «Останься» молодого режисера Аліси Кравець. Також Аліса виступила і режисером кліпу.
Відео на «Кохання наркотик» одразу потрапляю до гарячої ротації телеканалу RUmusic. 
24 серпня 2014 року до Дня Незалежності України Восьми День презентує сингл «Герой».
2015 рік гурт починає з запису повного дебютного альбому. Знайомство прихильників із майбутньою платівкою музиканти вирішили розпочати із динамічного, гострого у своєму сенсі, синглу «Мало». 16 червня 2015 року відбулася презентація роботи в ефірі радіо «Європа плюс 107 fm».
13 липня у мережі було презентовано відео-роботу до пісні «Мало». Режисером кліпу виступив Володимир Шпак, “AneboProduction”. В останній день літа Восьми День презентував другий сингл альбому – запальну та веселу пісню «Весною».
16 жовтня 2015 року у Львові Восьмий День презентує свій дебютний альбом «Крізь тіло». Цей концерт стає початком туру містами України, що завершився у кінці року.
26 листопада 2015 року в столичному клубі MonteRay відбувся головний концерт туру «Крізь тіло». Після завершення туру хлопці одразу приступили до роботи над другим альбомом, реліз якого планується у 2016 році.

### Період (2016)
2016 рік гурт Восьмий День розпочав з участі у великому проєкті «Між двома дзвіницями», виступивши на сцені головної ялинки країни, що на  Софіївській площі.

## Склад
- Олександр Вітер — вокал, гітара (2009 — дотепер)
- Віталій Донець — гітара (2009 — дотепер)
- Денис Балихін — ударні (2016 — дотепер)

## Колишні учасники
- Аліна Голубченко — клавішні (2009—2009)
- Катерина Вескова — клавішні (2009—2010)
- Міха Білас — ударні (2009—2012)
- Сашко Кондратенко  — бас (2010—2013)
- Віктор Молчанов — бас (2013 — 2016; концертний учасник 2009-2010)
- Дмитро Степанов (Jim Stepenson) — ударні (2012 — 2016)

## Дискографія

### Альбоми
- 2015 — Крізь тіло

### Мініальбоми
- 2011 — Восьмий День

### Сингли
- 2011 — Розкажи
- 2012 — Тік-так
- 2012 — Давай-давай
- 2012 — Кохання наркотик
- 2012 — Злий бос
- 2013 — Буду тебе тримати
- 2014 — Герой
- 2015 — Мало
- 2015 — Весною
- 2016 — 1х1
- 2017 — Лінія
- 2017 —  Вільні
- 2018 —  Музика в тобі